# Trichoclinocera glaucescens
Trichoclinocera glaucescens är en tvåvingeart som först beskrevs av Enrico Adelelmo Brunetti 1917.  Trichoclinocera glaucescens ingår i släktet Trichoclinocera och familjen dansflugor. Inga underarter finns listade i Catalogue of Life.